# Hermandad de las Aguas (Sevilla)
La Hermandad de las Aguas, cuyo nombre completo es Real, Ilustre, Antigua y Fervorosa Hermandad de la Santa Cruz y Nuestra Señora del Rosario y Archicofradía de Nazarenos del Santísimo Cristo de las Aguas, Nuestra Madre y Señora del Mayor Dolor y María Santísima de Guadalupe, es una cofradía penitencial establecida en Sevilla y que forma parte de su Semana Santa.

## Historia

### Orígenes
La actual Hermandad de las Aguas proviene de la fusión en dos diferentes épocas de tres Hermandades, dos de las que en la actualidad se consideran de Gloria y otra de Penitencia.
La Hermandad de la Santa Cruz, cuya fundación puede datarse sobre 1635 y que desde entonces reside en un antiguo humilladero frente a las Atarazanas Reales, que a día de hoy es la Capilla de Nuestra Señora del Rosario.
La Congregación del Rosario, cuya fundación está datada el 24 de marzo de 1697 en el Antiguo Convento de Nuestra Señora del Pópulo, espacio que hoy ocupa el actual Mercado del Arenal.
Y la Hermandad de Penitencia de las Aguas fundada en 1750 en el Convento de San Jacinto de Triana.
Las dos primeras hermandades se fusionan el 17 de enero de 1738 con la inicial intención de acoger a una decadente Congregación del Rosario. Sin embargo las costumbres de la época y la devoción al Santo Rosario hacen más pujante a la Titular Gloriosa llegando a encumbrarla, en pocos años, como Titular de la Capilla que hoy conocemos, llamándose popularmente a la Hermandad: Rosario de la Resolana. La Resolana del Río era el nombre con el que se conocía a esta zona del actual Barrio del Arenal, extramuros de la ciudad de Sevilla entre las Atarazanas y la ribera del Guadalquivir.
La Hermandad de Gloria resultante vivió momentos de gran esplendor y padeció las severidades y los rigores del periodo histórico que le tocó vivir a la ciudad de Sevilla, del mismo modo que al otro lado del río, en Triana, igual le sucedía a la Hermandad de Penitencia de las Aguas.
El destino suele caminar de forma caprichosa por la Historia y en el caso de nuestra Hermandad, es llamativa la casualidad que hizo que el grupo de jóvenes que reorganizó la Hermandad de Penitencia en 1891, un año antes tuvo como lugar de reunión la propia Capilla del Rosario, lugar que pasó a ser la sede canónica de la Hermandad que hoy conocemos a partir de la fusión del 12 de diciembre de 1977.

### La Hermandad en elsigloXVIII
En el mes de marzo de 1750 y después de un largo periodo de sequía, un grupo de devotos del Cristo de las Aguas deciden constituirse en Hermandad al ver que son oídas sus súplicas después de sacar en rogativas a la imagen anónima que en la actualidad se encuentra en el Convento de los Padres Dominicos de Almagro (Ciudad Real). Como titular mariana tomaron a una imagen tallada pocos años antes por José Montes de Oca venerada como Nuestra Señora del Mayor Dolor para que acompañara al Crucificado en el tradicional vía crucis que realizaban este grupo de fieles al Monasterio de Santa María de las Cuevas en la Isla de la Cartuja.
El Miércoles Santo 7 de abril de 1751 hace su primera Estación de Penitencia a la Trianera Parroquia de Santa Ana el Cristo de las Aguas sobre el paso del Santísimo Cristo de la Expiración y la Virgen del Mayor Dolor en el paso de palio de la Hermandad de las Tres Caídas.
Solo 10 años más tarde y fruto de un considerable impulso económico, la incipiente Cofradía evita la cesión de las dos hermandades vecinas del Barrio, estrenando dos nuevos pasos realizados por Andrés de Carmona en los que procesionan sus imágenes titulares.
Ciertas adversidades hacen que la Hermandad en los siguientes 20 años solo procesione 5 veces: 1761, 1766, 1768, 1777 y 1778. Los motivos por los que la Cofradía se muestra tan inestable son, hasta ahora, del todo desconocidos, aunque entre ellos tuvo que influir el pleito que tuvo que lidiar con el Capataz de pasos Clemente García y que se resolvió favorable a éste en 1762 al no habérsele realizado el pago adecuado al número de costaleros necesitados para los nuevos pasos de mayor tamaño y peso.
A esta situación de inestabilidad se le unen las Pragmáticas de Carlos III pretendiendo adecentar los cortejos procesionales y asear la vida interna de las Cofradías que comienzan en 1772 y culminan con el Real Decreto de 1783 por el que todas las Hermandades deben presentar sus Reglas al Real y Supremo Consejo de Castilla.
Así lo hace la Hermandad de las Aguas el 7 de septiembre de 1787 iniciando las pesquisas que le lleven a la normalización definitiva y a la validación de sus Reglas. Pero por motivos desconocidos este loable intento no llega a feliz término quedando paralizada la tramitación el 10 de mayo de 1796.

### La Hermandad en elsigloXIX
Los avatares y vaivenes políticos que se sucedieron durante todo el siglo XIX hicieron que muchas Hermandades vieran muy disminuidas sus actividades entrando en periodo de languidez. La nuestra, que ya padecía este mal, entra en una franca decadencia hasta su práctica inactividad, coincidiendo con el cierre al culto de la propia Iglesia de San Jacinto a principios del último tercio de este siglo.
Un dato a reseñar durante estos años es la unión (que no fusión) con la Hermandad de Santa María de la Candelaria y el Santo Patriarca San José. Esta Hermandad de Gloria con residencia en el Templo de San Jacinto y sin aprobación Real, se uniría a la nuestra para sobrevivir a la agonía de ambas.
Otro dato, al menos llamativo, es que la Hermandad de las Aguas siguió siendo llamada a los Cabildos de Toma de Horas a pesar de llevar casi un siglo sin procesionar.
En 1876 se abre al culto el templo conventual de San Jacinto y la autoridad eclesiástica pone al frente del mismo al Capellán Eusebio Ortega y Maestre y a él hay reconocerle el impulso reorganizador de dos Hermandades trianeras: La Estrella y Las Aguas.
En 1890 un grupo de jóvenes que se reunían para rezar el Rosario y con inquietudes cofrades es captado por el Capellán conformando el germen reorganizador de la Hermandad de las Aguas un año más tarde.
El Domingo de Ramos 10 de abril de 1892 la Hermandad de las Aguas cruza por primera vez el Puente de Triana para abrir los cortejos de la Semana Santa de Sevilla con un solo paso formado por el calvario que hoy conocemos sin la imagen de la Magdalena y con túnicas blanca, antifaz negro y cíngulo. Dos años después variará el color del antifaz al actual morado que hoy conocemos y se procurará, muy lentamente, un patrimonio bordado encargado al insigne Juan Manuel Rodríguez Ojeda.
Los ilusionantes primeros momentos vividos fueron dando paso a una inestable convivencia donde las luchas de poder solo pudieron verse superadas por el firme pulso sobre el timón de la Hermandad de Ramón Gil Trujillo "el Bizco de Triana". Ya en 1897 es nombrado Mayordomo Perpetuo. Él, junto con otros hermanos, consiguió la normalización que la institución necesitaba para afrontar el siglo de oro de las Cofradías.

### La Hermandad en la primera mitad delsigloXX
Hacia 1909, regresan los dominicos al templo de San Jacinto. Progresivamente la convivencia se va deteriorando hasta el punto de que la Hermandad sufraga la ejecución de una reja que independice su altar del resto del templo. Para este fin, para mejorar el ajuar de las imágenes y para hacer más dignas las salidas procesionales, la Hermandad agudiza el ingenio y organiza obras de teatro benéficas, campañas de captación de hermanos, solicitud de donativos, ...
La Hermandad estaba dirigida principalmente por "El Bizco de Triana" Ramón Gil Trujillo quien poco a poco va delegando en su hijo Ramón Gil García. A ellos se les empieza a llamar "Ramón el de Las Aguas" y a la Hermandad "Las Aguas de Ramón". Otros hermanos dirigidos por éstos ayudan a la transformación de la Hermandad y a su trabajo y a su esfuerzo se debe:
- El que el taller de Juan Manuel Rodríguez Ojeda finaliza después de más de 20 años los bordados de mantos, túnicas y mantolines de nuestra imágenes con un estilo definitorio y propio.
- El que se sustituya el anterior Paso por uno nuevo, de mayor tamaño y de mayor calidad artística, encargado a Guillermo Muñiz.
- La solemnidad imprimida en los cortejos, dotándolos de un sello característico propicia el que se conociese a la Hermandad como el "Silencio de Triana".
- Dentro del mundo cofrade la Hermandad es altamente considerada capitaneando reformas como la incorporación de un nuevo día a la Semana Santa como el Lunes Santo.
- Gracias a su relación de amistad con Ramón Gil Trujillo, Antonio Illanes Rodríguez se vincula con nuestra corporación llegando a ocupar el cargo de Hermano Mayor en dos ocasiones. En 1930 el artista realiza una nueva imagen de crucificado como titular de la Hermandad ante los problemas que surgen con los Dominicos sobre la titularidad del anterior. Posteriormente el mismo artista renueva de manera progresiva las imágenes de la Hermandad menos la Dolorosa.
Pero llegó la fatídica madrugada del 29 de octubre de 1942. Todos los logros y las muchísimas ilusiones de sus hermanos fueron pasto de las llamas a causa de un fortuito incendio que redujo a cenizas el ánimo de los cofrades de las Aguas. Las ya maltrechas relaciones con los titulares del Templo de San Jacinto fueron zanjadas cambiando de sede, marchando a la Iglesia de Santiago el Mayor.

### Las Aguas en Santiago
De auténtica resurrección se puede considerar este periodo histórico que ocupa desde finales de 1942 a finales de 1955. Otra vez los Ramón cogen el timón de nuestra Hermandad. Su esfuerzo y el de otros, quizá más anónimos, hacen resurgir de las cenizas una titubeante Hermandad que nunca dejó de procesionar y que recompuso el Paso de Misterio en sólo cinco años con nuevas imágenes.
El Cristo de las Aguas lo adapta Antonio Illanes Rodríguez en 1943 de uno anterior realizado en 1941. La Virgen del Mayor Dolor es obra, modelada en barro inspirada en la anterior de José Romero Morillo en 1945 y que talla en madera Antonio Eslava Rubio.
De titánico se puede considerar el esfuerzo que realizaron para rehabilitar una Hermandad prácticamente extinta. Se recibieron donativos y ayudas de los más variopintos lugares y de personajes relevantes de la época. Artistas, políticos, militares y anónimos ciudadanos aportaron su grano de arena para que la Hermandad que hoy conocemos no desapareciese a pesar de los duros momentos históricos en que le tocó vivir a nuestros hermanos después de aquel maldito incendio.
En estos 13 años donde la Cofradía pasa por el duro trance de recomponerse alejada de su ámbito natural, hasta entonces, como era el Barrio de Triana, la Hermandad recibe otro duro golpe como es el fallecimiento de su Mayordomo Perpetuo Ramón Gil Trujillo. Su hijo, Ramón Gil García con otra impronta y otro carácter, coge el testigo de su padre e incorpora a la Hermandad a una nueva hornada de cofrades.
La pretensión de echar raíces se ve truncada por el mal estado del Templo y a causa de unos vecinos que nunca terminaron de entender la presencia, en aquella feligresía, de nuestra Hermandad.

### Las Aguas en San Bartolomé
El Sábado 10 de diciembre de 1955 y tras un solemne traslado, el Cristo de las Aguas y la Virgen del Mayor Dolor llegan al Templo Parroquial de San Bartolomé acompañados de numerosísimas representaciones de Hermandades y recibidos por el Párroco Don Salvador Díaz Luque.
Otro cambio de sede a la búsqueda de un hogar que aquí si parecía definitivo, pero que duró escasos 22 años, trajeron a la Hermandad de las Aguas quizá el momento de mayor esplendor en el último siglo. Pero esa época radiante vino precedida de unas tensiones entre hermanos, de las que nuestra Cofradía no ha sabido desembarazarse en todo su recorrido histórico. Los nuevos tiempos son momentos de difícil adaptación para los tradicionalistas y quizá esto fue lo que sucedió para que una Gestora gobernase los designios de nuestra Hermandad durante tres años.
El triste y llorado fallecimiento de Ramón Gil García, sin descendencia masculina, quizá abrió la espita que la Hermandad necesitaba para evolucionar y adentrarse plenamente en el Siglo de Oro de las Cofradías.
La incorporación dentro de los órganos de Gobierno de nuestra Hermandad del nombrado años más tarde "Cofrade Ejemplar" Juan Delgado Alba supuso una auténtica revolución en el seno de nuestra corporación. Él, encabezando a un nutrido grupo de hermanos, abanderó el cambio de estilo y puso a nuestra Hermandad de entre las de mayor predilección de los cofrades de Sevilla.
- El dorado de las cartelas del canasto, sustituyendo los faroles por candelabros de guardabrisas dorados.
- El cambio de la Banda de Música tras el Paso de Misterio por una Agrupación Musical.
- La realización de nuevas insignias y nuevos juegos de varas siguiendo un estilo definido y marcado.
- La incorporación de numerosos hermanos, algunos de renombre en el panorama cofrade sevillano.
- La considerable ampliación del número de nazarenos que empezó a portar cera morada, haciéndoseles nuevas túnicas con tela de mayor calidad.
- Y, sobre todo, la incorporación en 1966 de una nueva Titular, María Santísima de Guadalupe obra del entonces adolescente Luis Álvarez Duarte un año antes, haciéndosela procesionar bajo Palio, y que concitó las devociones de muchos cofrades sevillanos y de más allá de nuestras lindes, proporcionando un soplo de aire fresco renovador a la vetusta corporación trianera.
A esos momentos de esplendor se le suman, también, los deseos de emancipación. Nuestra Hermandad piensa en un cambio de sede a la búsqueda de mayor independencia. Paralelamente la Hermandad del Rosario de la calle Dos de Mayo está a punto de desaparecer. Y es entonces cuando fructifican los estrechos lazos de unión entre los hermanos de la titular letífica y la Cofradía de Penitencia optándose por fusionarse y convivir a orillas del Guadalquivir en el Barrio del Arenal desechándose otras posibilidades de templos y lugares de culto.

### Actualidad
El Lunes Santo 4 de abril de 1977 la Cofradía de las Aguas sale desde la Iglesia de San Bartolomé y después de hacer puntual Estación de Penitencia a la Santa, Metropolitana y Patriarcal Iglesia Catedral de Sevilla se adentra en el Barrio del Arenal cruzando el Postigo del Aceite y entrando en una maltrecha Capilla de Nuestra Señora del Rosario. Obras posteriores adecentan el pequeño templo en el que inicia una nueva etapa la Corporación después del Decreto de Fusión de 12 de diciembre de 1977.
En el destino de nuestra corporación tiene que venir grabado a fuego el carácter errante, ya que las obras de cimentación, en el anexo solar del acuartelamiento, para la realización del actual Teatro de la Maestranza, a finales de 1988, producen unas grietas en la cúpula y muros de la Capilla de Nuestra Señora del Rosario, que obligan a la Corporación a abandonar su sede canónica el 12 de febrero de 1989 para refugiarse en la Parroquia del Sagrario.
Gracias a la Hermandad de la Cena, la Hermandad de las Aguas realizó su Estación de Penitencia durante estos años, hasta 1993, desde la Iglesia de los Terceros.
Ese mismo año de 1993 y ya desde la remozada Capilla, el 12 de junio, sale la imagen del Santísimo Cristo de las Aguas para presidir el Acto de Clausura y la posterior Eucaristía de los Cursillos de Cristiandad con motivo de la I Ultreya Europea que se celebró en la Plaza de Toros de la Real Maestranza de Caballería de Sevilla.
En la Cuaresma de 2001 se celebra un Quinario Extraordinario en la Real Parroquia de Santa Ana con motivo del CCL Aniversario Fundacional de la Hermandad de las Aguas con las imágenes del Santísimo Cristo de las Aguas y Nuestra Madre y Señora del Mayor Dolor. El 11 de marzo, como colofón a dichos actos, las Sagradas Imágenes procesionaron en su Paso de Misterio conformando un Stabat Mater, desde la Capilla de los Marineros de la Calle Pureza hasta la Capilla de Nuestra Señora del Rosario.
El Domingo 16 de mayo de 2004 la Virgen de Guadalupe realizó un Rosario Público sobre andas con motivo del CL Aniversario del Dogma Concepcionista visitando el Monumento a la Inmaculada Concepción de la Plaza del Triunfo, celebrando Santa Misa en la Parroquia del Sagrario y visitando a la Virgen de los Reyes en la Capilla Real de la Capilla Real de la Catedral.

## Cristo de las Aguas

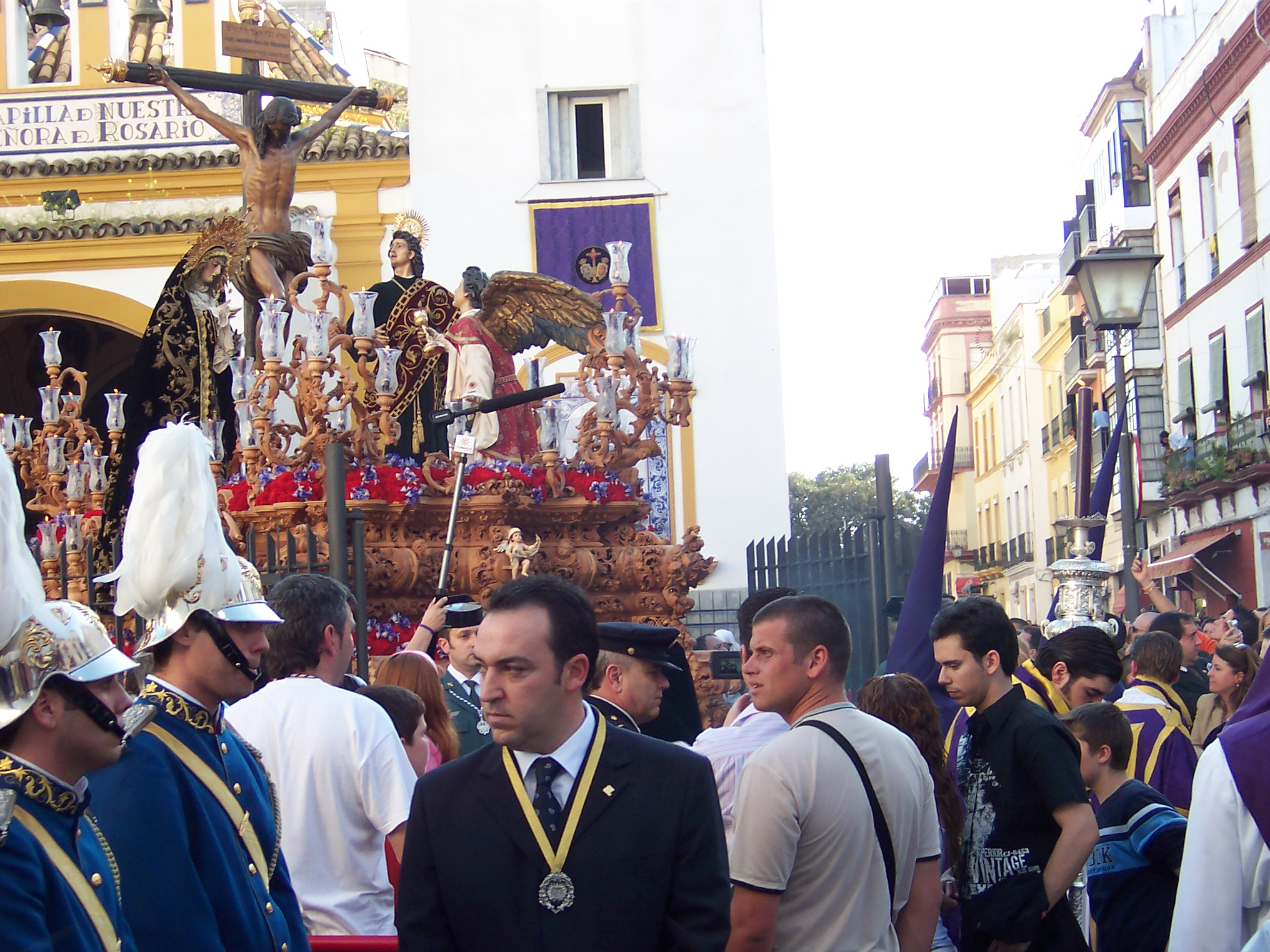
Cristo de las Aguas y Virgen bajo la advocación del Mayor Dolor.

La imagen del Santísimo Cristo de las Aguas fue realizada por Antonio Illanes en el año 1940. Este Crucificado vino a sustituir al anterior Titular de la Hermandad, obra también del mismo imaginero, y que desapareció en el incendio que sufrió la capilla que la Hermandad poseía en la parroquia de San Jacinto la noche del 29 de octubre de 1942.
Tras el incendio, Antonio Illanes, que en ese momento ostentaba el cargo de Hermano Mayor de la Hermandad, se hizo cargo rápidamente de la sustitución de la imagen y tan sólo unos días después del suceso se firmó el contrato para la adquisición de este Crucificado con el que el artista había sido galardonado dos años antes con el Primer Premio de la Exposición Nacional de Arte Sagrado.
Illanes realizó en este Crucificado una de sus obras más singulares, en la que combinó la tradición de la imaginería barroca sevillana con ciertas aportaciones propias más contemporáneas, entre las que habría que destacar, por desaparecida, la presencia de una cruz plana como patíbulo de Cristo y no la arbórea en la que aparece actualmente.
Es una talla de Cristo clavado en la cruz por cuatro clavos, siguiendo las revelaciones de Santa Brígida, aunque tiene la particularidad de que sus piernas no se cruzan, como es más habitual en este tipo de representaciones, sino que se muestran en disposición paralela.
Desde el punto de vista estilístico, la imagen muestra claras influencias de los Crucificados de Juan de Mesa, sobre todo en el sudario, anudado en el lado derecho, aunque el autor no intentó realizar una mímesis de las tallas del siglo XVII, incorporando algunos rasgos propios más contemporáneos como el modelado más suave, el volumen en el paño de pureza y el realismo en el rostro, lo que confiere a la obra una gran personalidad.
Sin duda, destaca la portentosa cabeza del Crucificado, realizada con la intención de portar corona de espinas, aunque nunca la llevó, y la fuerza expresiva de su rostro, con los ojos semicerrados y sin vida, y la boca abierta, que permite la contemplación del tratamiento de los dientes y la lengua.
Ha sido restaurada por Francisco Pélaez del Espino en 1980 y por Enrique Gutiérrez Carrasquilla en 2008.
En el paso Cristo se representa a Jesús muerto en la cruz y a un ángel con un cáliz preparado para recoger el "agua" que sale de su costado en presencia de la Virgen del Mayor Dolor, del Apóstol San Juan y de María Magdalena. Se trata de una alegoría de Jesús como fuente de la vida.
La Virgen del Mayor Dolor es obra de Romero Murillo de 1944. El ángel es obra de Juan Abascal de 1962.
La escultura de María Magdalena era obra de Antonio Eslava de 1947 pero la hermandad acordó cambiarla y Álvarez Duarte realizó una nueva en 1998.
El apóstol san Juan fue una obra de Antonio Illanes realizada en 1943, que fue sustituida en 1972 por otra de Álvarez Duarte.
Jesús lleva potencias de plata dorada, la Virgen del Mayor Dolor va con diadema y manto bordado, y san Juan y la Magdalena llevan aureolas de plata.
El paso de misterio fue realizado en los años 2000 por los Hermanos Caballero.

## Nuestra Madre y Señora del Mayor Dolor
La autoría de la imagen de la Virgen del Mayor Dolor puede calificarse, al menos, de controvertida. La Hermandad daba culto desde sus orígenes en Triana a una Dolorosa atribuida a José Montes de Oca y que desapareció en el incendio ocurrido en la iglesia de San Jacinto en 1942. Dos años después, concretamente el 30 de julio de 1944, se contrató con José Romero Morillo la ejecución de una nueva imagen.

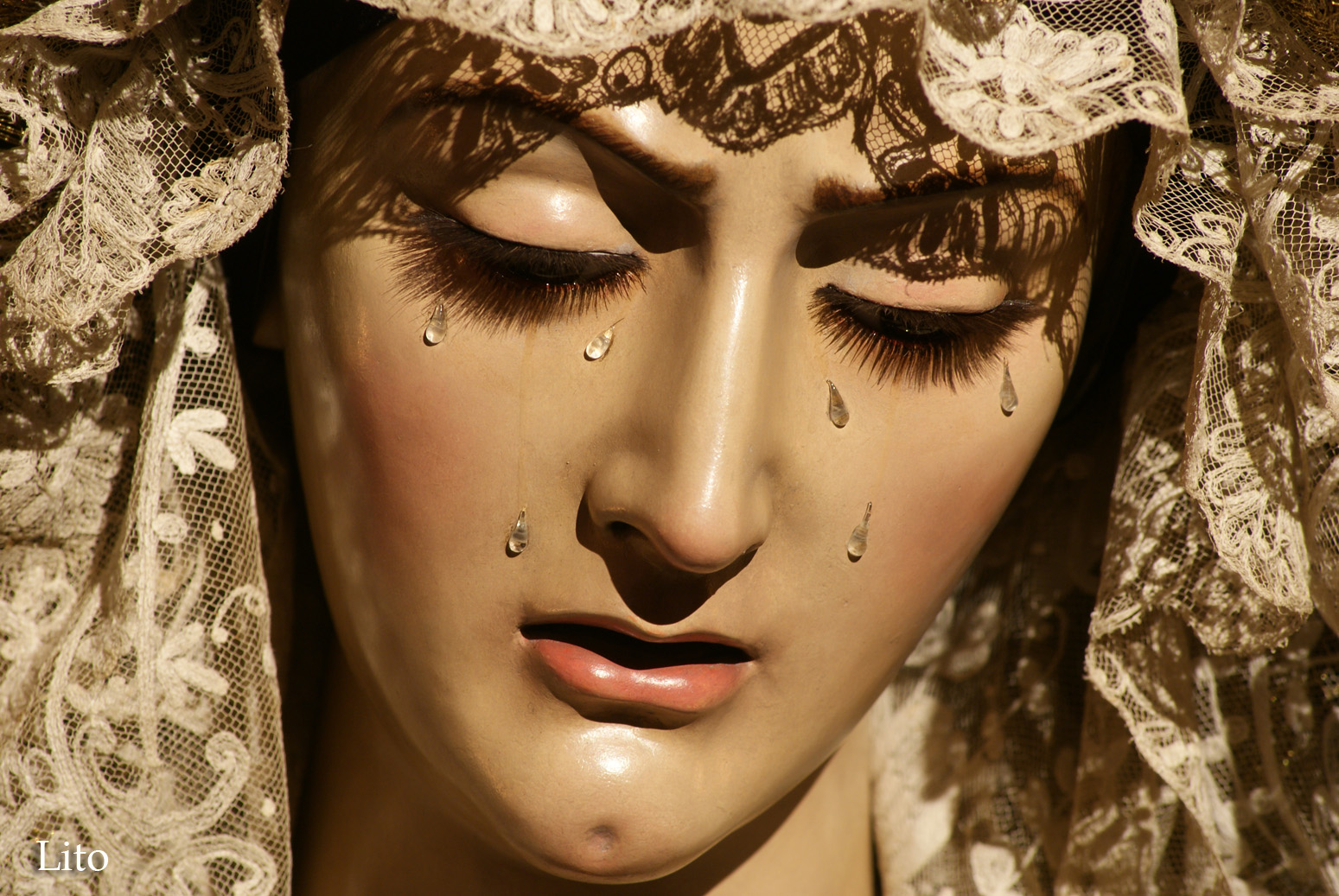
Virgen del Mayor Dolor (Hermandad de las Aguas).

Sin embargo, la personalidad del autor, un ceramista trianero poco conocido, los rasgos estilísticos de la imagen, relacionados íntimamente con el estilo de Montes de Oca, y las investigaciones llevadas a cabo durante dos de las restauraciones a las que ha sido sometida la imagen, junto al dato que ofrece una carta enviada por la Hermandad al Cardenal Arzobispo de Sevilla, comunicándole el incendio en la que se señala que, junto con los restos del fuego, han aparecido carbonizados el candelero y la cabeza de la Virgen, han puesto en duda tradicionalmente la autoría de Romero Morillo, aunque no su intervención en la obra.
El primer documento que se conserva, además del contrato firmado entre la Hermandad y el artista, es un recibo de éste, fechado en octubre de 1944, en el que informa que la Virgen ha sido realizada en madera de caoba en la calle Pontevedra n.º 8. El 18 de marzo del año siguiente es bendecida en la iglesia del Colegio del Protectorado de la Infancia de Triana.
Varios años después, en 1953, Antonio Eslava encarnó el rostro y las manos de la Dolorosa y le realizó un nuevo candelero.
En 1965 la imagen también sufrió otra intervención en esta ocasión por parte del escultor Juan Abascal oscureciéndole el rostro.
Un nuevo dato, de gran interés, es ofrecido por un Inventario realizado por la Hermandad en el año 1958, donde se señala que la imagen de la Virgen del Mayor Dolor es obra de José Romero y que fue dirigida y sacada de punto por Antonio Eslava, versión ésta que es la más difundida tradicionalmente entre los hermanos de esta corporación y la más lógica al tener en cuenta la formación como ceramista de Romero Morillo, quien pudiera haber realizado tan sólo el modelo en barro.
Pero las dudas sobre la autoría de la imagen aumentaron cuando durante su restauración en 1981, Francisco Peláez del Espino estima que se trata de una talla de mayor antigüedad, opinión que confirma el escultor y restaurador José Manuel Bonilla, quien en el año 1991 interviene sobre la Dolorosa y le realiza un nuevo cuerpo, sometiéndole también a una limpieza de su policromía. Es ahora cuando se aprecian en la parte trasera del busto restos de madera carbonizada y la división de la cabellera en dos partes claramente diferenciadas y presumiblemente de distinta mano, lo que unido a la utilización de cola animal en los ensambles, hace pensar al restaurador que la actual imagen es la primitiva de Montes de Oca, versión aceptada también por el investigador Antonio Torrejón Díaz en su estudio sobre el escultor dieciochesco.
Las últimas investigaciones llevadas a cabo por Luis Chamorro García y las tesis de Luis Álvarez Duarte, que ha restaurado la imagen entre 2011 y 2012, avalan la teoría, ya conocida, que fue José Romero Morillo quien modeló en barro el busto de la Dolorosa y posteriormente Antonio Eslava la talló en madera mediante la técnica del sacado de puntos.
Desde el punto de vista estilístico, la imagen responde al modelo de Dolorosa madura, de estética barroca, y que muestra un profundo dolor, remarcado por la pronunciación del entrecejo, la boca entreabierta y la mirada baja.

## María Santísima de Guadalupe

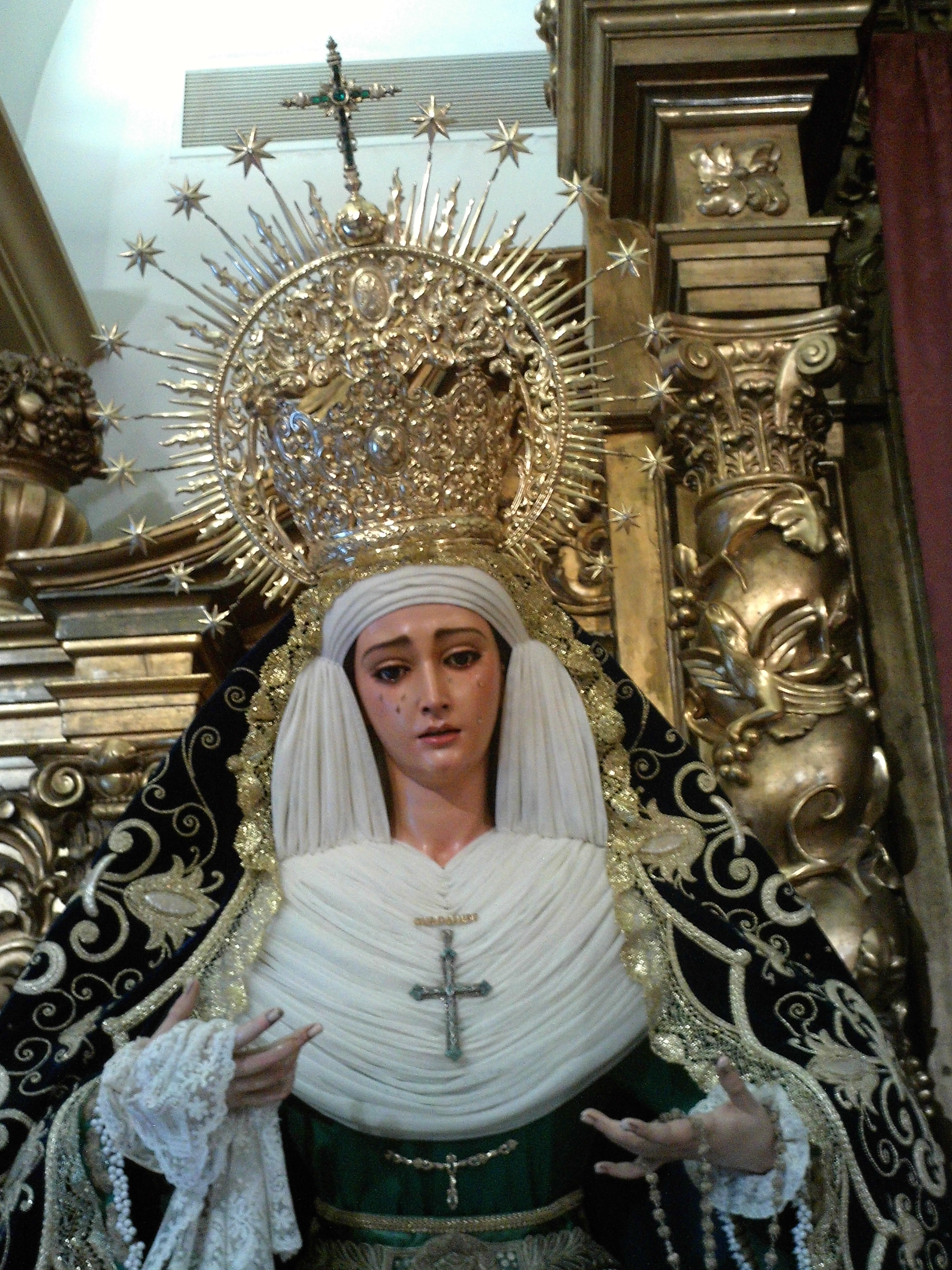
María Santísima de Guadalupe, Reina de la Hispanidad.

La imagen de la Virgen María Santísima de Guadalupe fue realizada en 1965 por Luis Álvarez Duarte, cuando este solo tenía 16 años, siendo considerada como su gran ópera prima. 
Fue adquirida por la Hermandad un año después y bendecida el 19 de febrero de 1967 en la parroquia de San Bartolomé por su párroco D. Salvador Díaz Luque. 
Tallada en madera de ciprés, responde al modelo de la Dolorosa sevillana, de gran belleza, en la que destacan sus rasgos juveniles y la expresión de su mirada. Con esta imagen, Álvarez Duarte realizó una aportación muy personal a la imaginería sevillana, que ha influido notablemente tanto en su producción como en la del resto de escultores contemporáneos.
En 1981 su autor le sustituyó el candelero, tallándole unas nuevas manos, y en 2010 intervino nuevamente sobre la imagen, sometiéndola a una limpieza, gracias a la cual ha recuperado las tonalidades claras de su encarnadura.
La Virgen de Guadalupe realizó su primera salida procesional el Lunes Santo de 1969. La imagen luce corona de plata dorada y manto azul oscuro.
El paso palio tiene orfebrería plateada en respiraderos y candelabros de cola. En la parte delantera lleva una rosa guadalupana en plata dorada, y jarritas en plata. El palio es de terciopelo azul con bordados en oro en las bambalinas y con manto también azul liso.
En el cortejo del paso palio algunos nazarenos reparten sombreritos mexicanos de caramelos, al ser la Virgen de Guadalupe la patrona de México.

## Virgen del Rosario

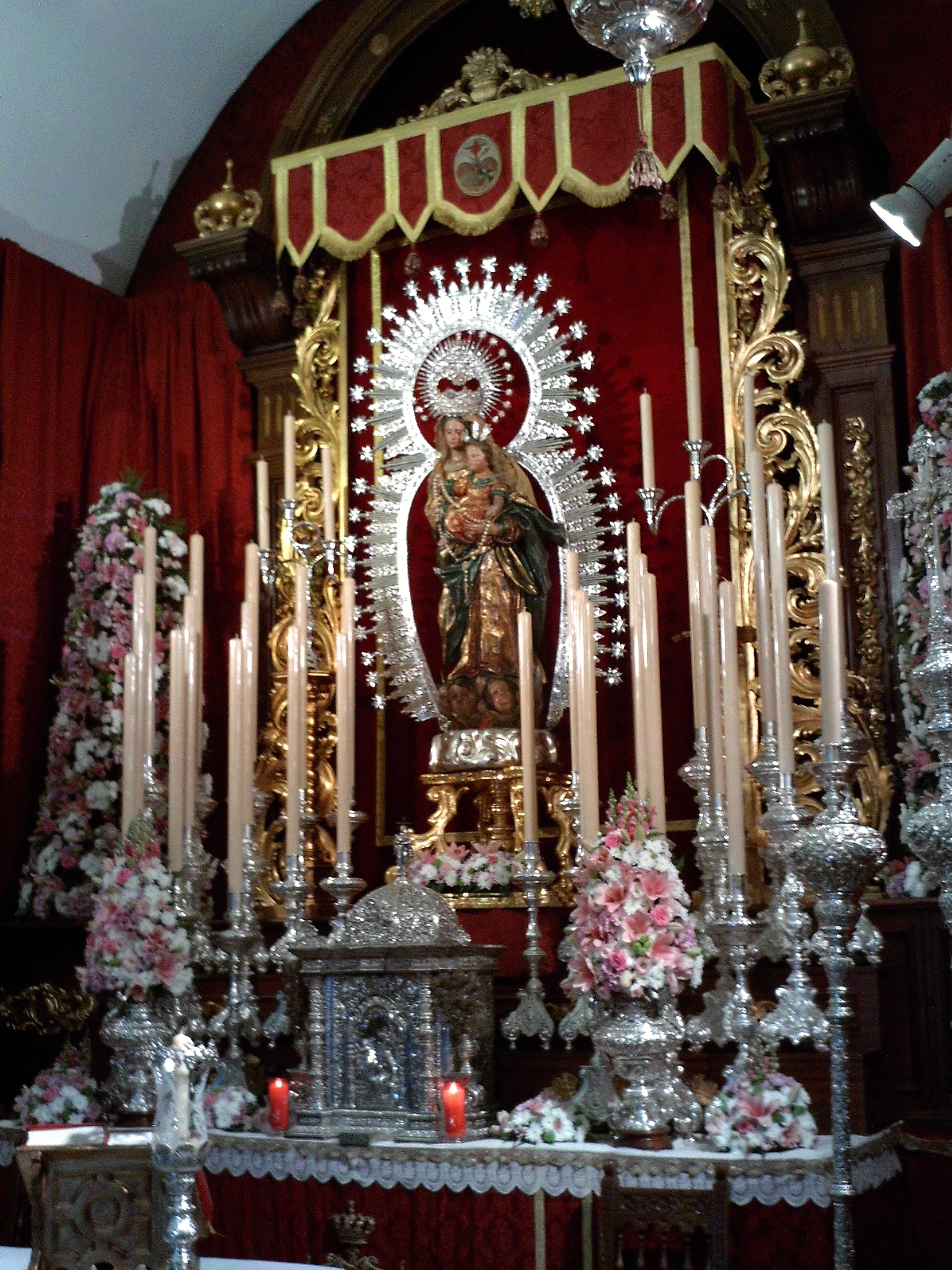
Virgen del Rosario del en el altar de la capilla de la que es titular.

Se trata de una pequeña talla rodeada por unas potencias de plata. Es del siglo XVIII y puede estar relacionada con el taller de Pedro Duque Cornejo. Procesiona en octubre en procesión de gloria.
Ha sido restaurada en el año 2017
En este mismo año se inauguró la peana realizada en Villarrubia de los Ojos por el tallista José Ángel Banegas.

## Marchas dedicadas
Las marchas dedicadas son:
- Nuestra Señora de Guadalupe (Antonio Pantión Pérez, 1968)
- Guadalupe de las Aguas (Vicente Muñoz García, 1988)
- Guadalupe, Madre de la Hispanidad (José Velázquez Sánchez, 1991)
- Guadalupe, Reina del Arenal (Ginés Sánchez Torres, 1992)
- Guadalupe sobre tu costal (Julio Páez Cano, 1998)
- Guadalupe Sevillana (César Cadaval Pérez, 2000)
- Lágrimas de Guadalupe (Juan José Puntas Fernández, 2002)
- Niña Guadalupe (José de la Vega Sánchez, 2006)
- María de Guadalupe (Juan Velázquez Sánchez, 2007)
- Rosario, Patrona del Arenal (Vicente Muñoz García, 2008)
- Rosario de Gloria – Mater Amabilis (José de la Vega Sánchez, 2009)
- Cristo de las Aguas (Luis Pedro Bedmar Estrada, 2010)
- Guadalupe (Jacinto Manuel Rojas Guisado, 2011)[8]
- Aguas de Triana (Manuel Alejandro González Cruz, 2013)
- Rosa del Tepeyac (Juan Antonio Godoy Goméz, 2016)
- Mayor Dolor en tu Calvario (Francisco José Ortiz Morón, 2023)

## Paso por la carrera oficial
| Predecesor: Las Penas | Orden de entrada en carrera oficial (Lunes Santo) 8º lugar | Sucesor: El Museo |